# Karel Nocar
Karel Nocar (ur. 28 lutego 1977 w Pilźnie) – czeski piłkarz ręczny występujący na pozycji lewoskrzydłowego we francuskim Chambéry Savoie HB. Reprezentant Czech.
Nocar karierę rozpoczął w klubie Kovopetrol Pilzno. Następnie występował w Dukli Praga, HSC Pilzno, Allrisk Praga oraz ponownie w Dukli Praga. W 2004 roku został zawodnikiem Chambéry Savoie HB.